# Heliotropium muticum
Heliotropium muticum är en strävbladig växtart som beskrevs av Karel Domin. Heliotropium muticum ingår i Heliotropsläktet som ingår i familjen strävbladiga växter. Inga underarter finns listade i Catalogue of Life.